# 신미국
신미국(新彌國)은 고대 한반도에 존재했던 국가로 마한에 속해있던 54국 중 하나이다. 전라남도 해남군 현산면에 위치했을 것으로 추정된다.

## 역사
침미다례(忱彌多禮), 신운신국(臣雲新國)으로도 기록되어 있으며, 《진서》(晉書)에는 장화전(張華傳)에 서남해안 20여 소국을 거느리고 서진에 사신을 파견했다는 기록이 남아있다.
해안에 위치하고 있고 낙랑군, 대방군, 변한, 진한, 왜 등과의 교류상에 있어 지리적으로 중요한 곳에 자리 잡고 있었으며, 3세기 후반 서남해안 쪽에 위치한 마한 20여국의 맹주 역할을 것으로 추정된다. 4세기 중반부터 교류의 중심지가 나주, 영암으로 바뀌자 쇠퇴하기 사작했다.

## 같이 보기
- 침미다례